# Projecte Ce Trencada
|  | Aquest article tracta sobre el projecte de traduccions al català. Si cerqueu la lletra de l'alfabet català, vegeu «Ç». |

El Projecte Ce Trencada és un col·lectiu dels Països Catalans format per una vintena de persones voluntàries que realitza, durant el seu temps lliure i de manera gratuïta, traduccions de qualitat de videojocs diversos per ampliar la presència de la llengua catalana en aquest àmbit cultural. Projecte Ce Trencada va començar amb la traducció oficial d'Horror Tales: The Wine, seguida d'Aragami 2, Hollow Knight, El secret de Monkey Island i Dark Souls, el joc més popular en què han treballat.
La comunitat està formada per enginyers, dissenyadors i traductors amb un bon nivell d'anglès, ja que totes les traduccions que fan parteixen d'aquest idioma, que dediquen al projecte el seu temps lliure de manera altruista. El 90% del que fan és traduir texts, cartells, diàlegs i rètols, però algunes vegades han doblat les veus, que és una tasca més complexa
| «             | La sensació de jugar en la teva llengua és brutal, i volem encomanar aquest goig a totes les persones que encara no ho han experimentat. | » |
| — Jordi Mollà | |   |